# Mark Laforest
Mark Laforest (Ontario, Canadá, 10 de julio de 1962-31 de marzo de 2025) fue un jugador de hockey sobre hielo canadiense que jugó en la posición de guardameta y ganó la Calder Cup en una ocasión.

## Vida personal
Su hermano menor Bob también jugó en la NHL. Laforest asistía a varios eventos de exjugadores de Toronto Maple Leafs y Philadelphia Flyers. También viajó a las bases militares canadienses en Kandahar para apoyar a las tropas en la Guerra de Afganistán.

## Estadísticas
| 1980-81   | Welland Cougars       | GHJHL     | 22  | —  | —  | — | 1262 | 117 | 0 | 5.56 | —    | —  | —  | — | —    | —  | — | —    | —    |
| 1981-82   | Niagara Falls Flyers  | OHL       | 24  | 10 | 13 | 1 | 1365 | 105 | 1 | 4.62 | —    | 5  | 1  | 2 | 300  | 19 | 0 | 3.80 | —    |
| 1981-82   | Welland Cougars       | GHJHL     | 20  | —  | —  | — | 1200 | 60  | 3 | 3.00 | —    | —  | —  | — | —    | —  | — | —    | —    |
| 1982-83   | North Bay Centennials | OHL       | 54  | 34 | 17 | 1 | 3140 | 195 | 0 | 3.73 | —    | 8  | 4  | 4 | 474  | 31 | 0 | 3.92 | —    |
| 1983-84   | Adirondack Red Wings  | AHL       | 7   | 3  | 3  | 1 | 351  | 29  | 0 | 4.96 | .855 | —  | —  | — | —    | —  | — | —    | —    |
| 1983-84   | Kalamazoo Wings       | IHL       | 13  | 4  | 5  | 2 | 718  | 48  | 1 | 4.01 | —    | —  | —  | — | —    | —  | — | —    | —    |
| 1984-85   | Adirondack Red Wings  | AHL       | 11  | 2  | 3  | 1 | 430  | 35  | 0 | 4.88 | .842 | —  | —  | — | —    | —  | — | —    | —    |
| 1984-85   | Mohawk Valley Comets  | ACHL      | 8   | —  | —  | — | 420  | 60  | 0 | 8.57 | —    | —  | —  | — | —    | —  | — | —    | —    |
| 1985-86   | Detroit Red Wings     | NHL       | 28  | 4  | 21 | 0 | 1383 | 114 | 1 | 4.95 | .846 | —  | —  | — | —    | —  | — | —    | —    |
| 1985-86   | Adirondack Red Wings  | AHL       | 19  | 13 | 5  | 1 | 1142 | 57  | 0 | 2.99 | .896 | 17 | 12 | 5 | 1075 | 58 | 0 | 3.24 | —    |
| 1986-87   | Detroit Red Wings     | NHL       | 5   | 2  | 1  | 0 | 219  | 12  | 0 | 3.29 | .892 | —  | —  | — | —    | —  | — | —    | —    |
| 1986-87   | Adirondack Red Wings  | AHL       | 37  | 23 | 8  | 0 | 2229 | 108 | 3 | 2.83 | .911 | —  | —  | — | —    | —  | — | —    | —    |
| 1987-88   | Philadelphia Flyers   | NHL       | 21  | 5  | 9  | 2 | 972  | 60  | 1 | 3.70 | .874 | 2  | 1  | 0 | 48   | 1  | 0 | 1.25 | —    |
| 1987-88   | Hershey Bears         | AHL       | 5   | 2  | 1  | 2 | 309  | 13  | 0 | 2.52 | .917 | —  | —  | — | —    | —  | — | —    | —    |
| 1988-89   | Philadelphia Flyers   | NHL       | 17  | 5  | 7  | 2 | 933  | 65  | 0 | 4.12 | .871 | —  | —  | — | —    | —  | — | —    | —    |
| 1988-89   | Hershey Bears         | AHL       | 3   | 2  | 0  | 0 | 185  | 9   | 0 | 2.92 | .889 | 12 | 7  | 5 | 744  | 27 | 1 | 2.18 | —    |
| 1989-90   | Toronto Maple Leafs   | NHL       | 27  | 9  | 14 | 0 | 1343 | 87  | 0 | 3.89 | .886 | —  | —  | — | —    | —  | — | —    | —    |
| 1989-90   | Newmarket Saints      | AHL       | 10  | 6  | 4  | 0 | 604  | 33  | 1 | 3.28 | .905 | —  | —  | — | —    | —  | — | —    | —    |
| 1990-91   | Binghamton Rangers    | AHL       | 45  | 25 | 14 | 2 | 2452 | 129 | 0 | 3.16 | .902 | 9  | 3  | 4 | 442  | 28 | 1 | 3.80 | —    |
| 1991-92   | Binghamton Rangers    | AHL       | 43  | 25 | 15 | 3 | 2559 | 146 | 1 | 3.42 | .883 | 11 | 7  | 4 | 662  | 34 | 0 | 3.08 | .904 |
| 1992-93   | New Haven Senators    | AHL       | 30  | 10 | 18 | 1 | 1688 | 121 | 1 | 4.30 | .878 | —  | —  | — | —    | —  | — | —    | —    |
| 1992-93   | Brantford Smoke       | CoHL      | 10  | 5  | 3  | 1 | 565  | 35  | 1 | 3.72 | .882 | —  | —  | — | —    | —  | — | —    | —    |
| 1993-94   | PEI Senators          | AHL       | 43  | 9  | 25 | 5 | 2359 | 161 | 0 | 4.09 | .881 | —  | —  | — | —    | —  | — | —    | —    |
| 1993-94   | Ottawa Senators       | NHL       | 5   | 0  | 2  | 0 | 182  | 17  | 0 | 5.60 | .823 | —  | —  | — | —    | —  | — | —    | —    |
| 1994-95   | Milwaukee Admirals    | IHL       | 42  | 19 | 13 | 7 | 2325 | 123 | 2 | 3.17 | .899 | 15 | 8  | 7 | 937  | 40 | 2 | 2.56 | .915 |
| 1995-96   | Milwaukee Admirals    | IHL       | 53  | 26 | 20 | 7 | 3079 | 191 | 0 | 3.72 | .882 | 5  | 2  | 3 | 315  | 18 | 0 | 3.42 | .888 |
| 1996-97   | Binghamton Rangers    | AHL       | 9   | 0  | 4  | 1 | 393  | 26  | 0 | 3.97 | .876 | —  | —  | — | —    | —  | — | —    | —    |
| 1996-97   | Utica Blizzard        | CoHL      | 6   | 1  | 2  | 2 | 312  | 31  | 0 | 5.95 | .805 | —  | —  | — | —    | —  | — | —    | —    |
| Total NHL | Total NHL             | Total NHL | 103 | 25 | 54 | 4 | 5032 | 354 | 2 | 4.22 | .868 | 2  | 1  | 0 | 48   | 1  | 0 | 1.25 | .917 |